# ブリッツ (アメリカンフットボール)
ブリッツ（Blitz）は、アメリカンフットボールにおけるディフェンス側の戦術の一つ。通常よりも多い人数でクォーターバックに突進をかけて、ボールを投げる前にタックルでダウンさせたり、プレッシャーを掛けたりして、パス攻撃を妨害することを主目的とする。
具体的には、通常クォーターバックに突進を仕掛けるのは、伝統的な4-3ディフェンスにおいて、ラインマンの4名であるが、ブリッツは、2列目以降に布陣されるラインバッカーやディフェンシブバックがクォーターバックに突進を仕掛ける。
ブリッツは、後ろを守る選手を減らしてクォーターバックに突進を仕掛ける作戦であるので、リスクの高い作戦であるが、成功するとQBサックで大きく攻撃を減退させたり、プレッシャーによるパスミスを誘うことができたりすることができ、守備側に大きな利益をもたらす作戦である。ブリッツという語はドイツ語のBlitz（稲妻）で、第二次大戦中のドイツ軍の戦術であったBlitzkrieg（電撃戦）に由来する。

## 歴史
ブリッツは、1948年から1950年の間に、カレッジフットボールのカンザス大学で、「レッド・ドッグ」というコードネームで最初に採用されたと考えられている。「レッド・ドッグ」というのは、5人の攻撃ラインに対して6人の守備陣でマッチアップしているのに対して、7人目として突進するラインバッカーのことを指し、ワイドレシーバーを1人ノーマークにするものであった。
その後、1960年にNFLのセントルイス・カージナルスでセイフティ・ブリッツが開発され、カージナルスのセイフティ・ラリー・ウィルソンが活躍して、リーグを席巻した。1970年代初めには、NFL・マイアミ・ドルフィンズでゾーン・ブリッツが開発され、ドルフィンズの黄金時代の守備システムを支えた。